# Castelré
Castelré of Castelre is een dorp  in de gemeente Baarle-Nassau in de Nederlandse provincie Noord-Brabant.
Castelré is gelegen in een Nederlandse bijna-exclave, vrijwel geheel omsloten door Belgisch gebied, dat slechts over een breedte van 200 meter aan de rest van Nederland vastzit. Het dorp was ooit onderdeel van Minderhout, dat in de middeleeuwen echter opgedeeld werd tussen het land van Hoogstraten en de baronie Breda. Als zodanig neemt het dorp een eigenaardige positie in.
De dichtstbijzijnde Belgische plaats Minderhout ligt op één kilometer afstand, terwijl de dichtstbijzijnde Nederlandse plaats, Ulicoten, op acht kilometer afstand ligt. Water en aardgas worden al langer vanuit Nederland geleverd, terwijl elektriciteit tot 2018 door een Belgisch bedrijf werd geleverd. De jeugd gaat in België naar school en hetzelfde geldt voor het kerkbezoek en dagelijkse boodschappen. De kerk van Castelré hoort samen met het Belgische Minderhout bij de Sint-Clemensparochie, die deel uitmaakt van de Belgische kerkprovincie.
Castelré is een van de weinige Nederlandse dorpen die Belgen als noorderburen hebben.

## Toponymie
Omtrent de oorsprong van de naam Castelré bestaat geen eenduidigheid. Twee mogelijke verklaringen worden doorgaans gegeven:
- Samenstelling van castra (Romeinse versterking, later: omheinde plaats), en lo (bos)
- Samenstelling van kast (graanschuur) en haar (zandrug), het laatste via herel verbasterd.
- Verklaringen waarbij Castelré als weg naar het kasteel (van Hoogstraten) wordt geduid, met een beroep op een reeds in de Romeinse tijd aangelegde weg, lijken niet reëel, daar het Kasteel van Hoogstraten van jongere datum is dan de eerste vermelding (1130) van Castelré.

De officiële spelling van de naam in de BAG en op het plaatsnaambord is Castelre, dus zonder accent op de laatste letter. Dit komt door de opname in het Postcodeboek van 1978 en is daarna nooit hersteld zoals dat voor veel andere plaatsen wel is gedaan. Plaatselijk wordt de spelling met é algemeen gebruikt.

## Geschiedenis
Omstreeks 1130 werd de buurtschap vermeld als Castelre, in 1231 als Casterle, in 1333 als Casterle, in 1404 als Casterlee, en in 1558 als Castel.
Er heeft op het Merkske een watermolen gestaan die vermeld werd in een oorkonde uit omstreeks 1231. De molen was eigendom van de heren van Breda. Er is van deze watermolen, die al lang verdwenen is, hoegenaamd niets bekend.
In Castelré kwam op 21 november 1870 de eerste (verdwaalde) luchtpost van Nederland aan. De gasballon l'Archimède kwam uit het door Pruisen omsingelde Parijs met 220 kilo post. Aan de gevel van het gemeentehuis van Baarle-Nassau hangt een gevelsteen die ter gelegenheid van het 100-jarig jubileum van deze gebeurtenis werd aangebracht. In 1970 werd, op het grondgebied van Baarle Nassau, een monumentje in de vorm van een luchtballon opgericht, als herinnering aan deze gebeurtenis.
Tijdens de Eerste Wereldoorlog kwam het op België aangewezen Castelré in een isolement. De Belgische grens werd toen afgeschermd door de Draad. In het plaatselijke café heeft men daarom toen een noodkerk en een provisorisch schooltje ingericht.
De bewoning van Castelré is op twee nabijgelegen plaatsen geconcentreerd. Het Groeske is de oudste kern. Zuidelijk daarvan ligt de Schootsenhoek, die van jongere datum is.

## Bezienswaardigheden

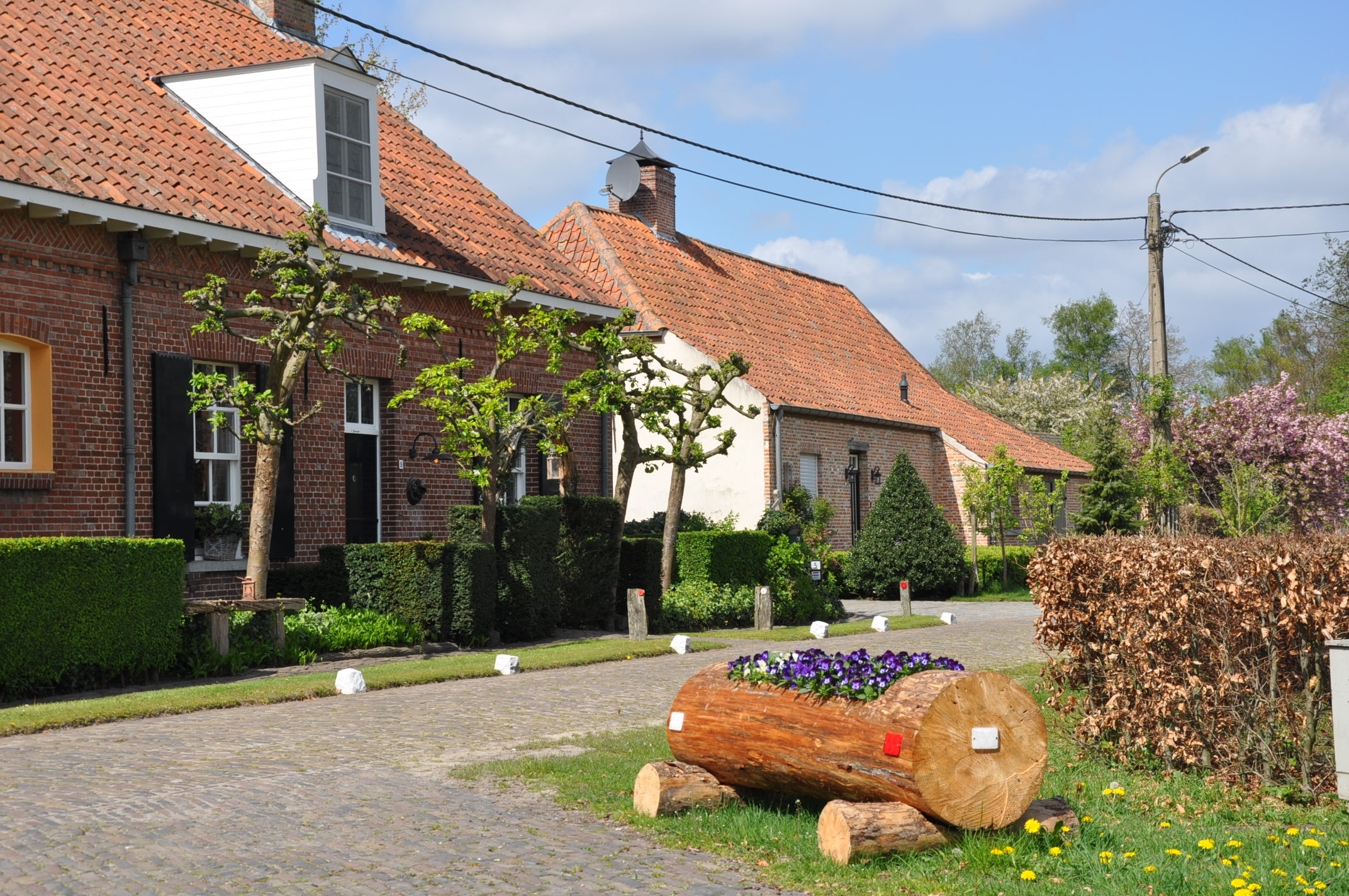
Boerderijen aan het dorpspleintje.

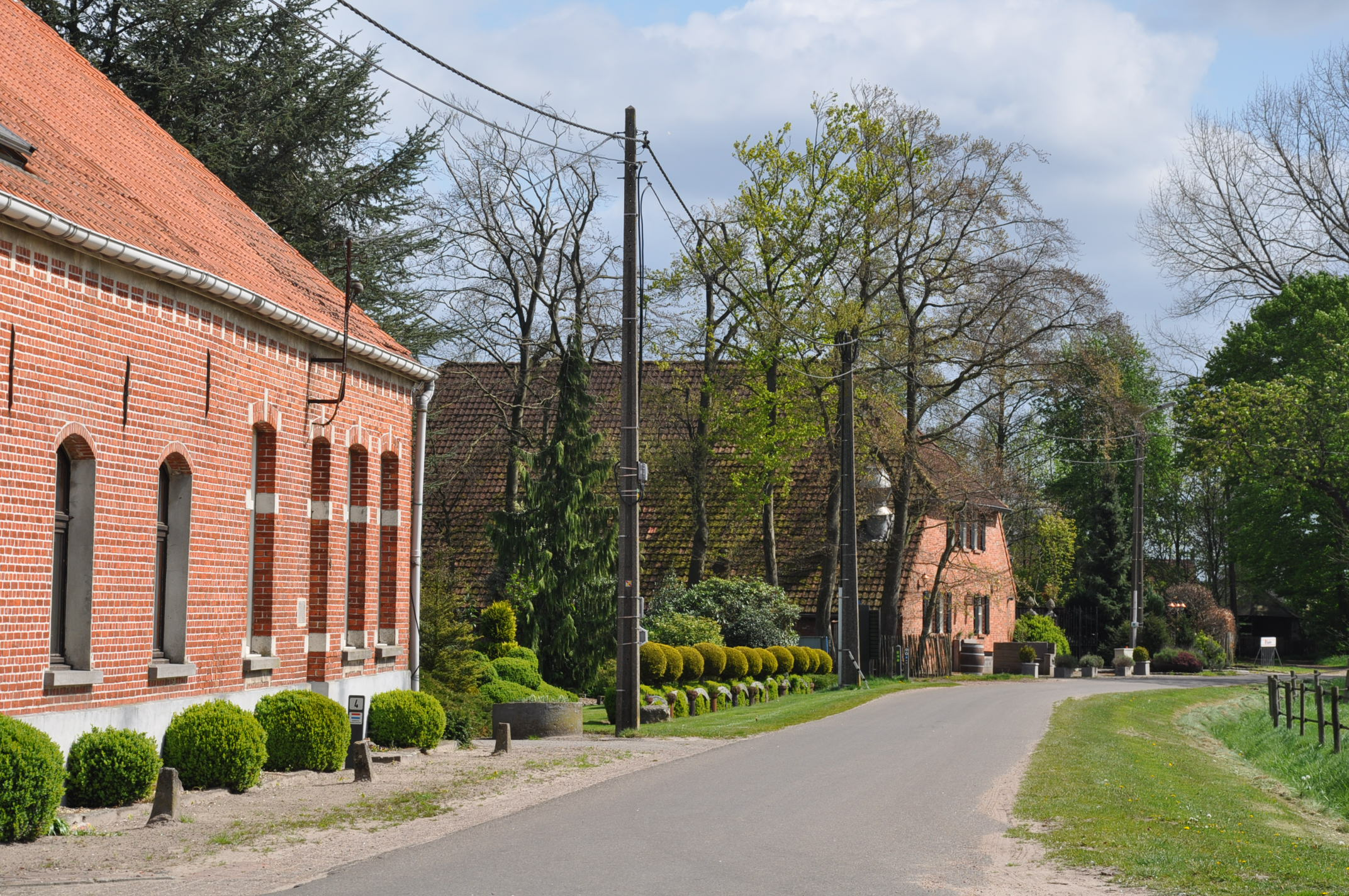
Boerderijen aan het Groeske.

Het Groeske heeft een karakteristiek driehoekig dorpsplein, heringericht in 2008. Bij deze gelegenheid werd een arduinen bank geplaatst, met daarin een gedicht gegraveerd van de Baarlese dichteres Sonja Prins. Zie ook de lijst van gemeentelijke monumenten in Castelré.

## Natuur en landschap
Castelré ligt op een zandige hoogte die zich bevindt tussen de lagergelegen stroomdalen van het Merkske in het noorden, de Hollandse Loop in het zuiden, en de Mark in het westen, die alle drie grensriviertjes zijn. Ze omvatten nagenoeg de schans van Castelré van het type redoute .Rond Castelré heeft zich een complex van bolle akkers gevormd. Castelré heeft zich ontwikkeld als kransakkerdorp. Het Merkske is een natuurgebied, waar wandelingen zijn uitgezet.
Ook zijn er een aantal wandelingen in en om Castelré uitgezet: Het Watermolenpad, het Jan Huet-pad en het Markvalleipad.

## Nabijgelegen kernen
Baarle, Hoogstraten, Meer, Meerle, Minderhout, Ulicoten, Wortel